# هايدن ميرفي
هايدن ميرفي (بالإنجليزية: Hayden Murphy)‏ هو شاعر أيرلندي، ولد في 1945.